# Балдисеро Торинезе
Балдисеро Торинезе (итал. Baldissero Torinese) је насеље у Италији у округу Торино, региону Пијемонт.
Према процени из 2011. у насељу је живело 1881 становника. Насеље се налази на надморској висини од 464 м.

## Становништво
Према резултатима пописа становништва 2011. у општини је живело 3.783 становника.
| 1931. | 1936. | 1951. | 1961. | 1971. | 1981. | 1991. | 2001. | 2011. |
| ----- | ----- | ----- | ----- | ----- | ----- | ----- | ----- | ----- |
| 1.552 | 1.500 | 1.431 | 1.269 | 1.396 | 2.349 | 2.876 | 3.244 | 3.783 |